# Tapulaeani
Tapulaeani ist eine kleine Riffinsel im Riffsaum des Atolls Nukulaelae im Inselstaat Tuvalu.

## Geographie
Tapulaeani liegt zusammen mit Kalilaia im östlichen Riffsaum des Atolls. Nach Norden schließt sich Tumiloto an und im Süden Niuoko.